# Ernst Edelstam
Ernst August Edelstam (i riksdagen kallad Edelstam i Nyköping), född 6 augusti 1837 i Stockholm, död 24 januari 1900 i Nyköping, var en svensk jurist, ämbetsman och politiker.

## Biografi
Edelstam blev student vid Uppsala universitet 1856 och tog 1859 examen till rättegångsverken och kameralexamen. Samma år blev han extra ordinarie kanslist i justitierevisionsexpeditionen och auskultant i Svea hovrätt. År 1860 anställdes Edelstam som extra ordinarie notarie i Svea hovrätt. Åren 1862–1869 var han vice auditör vid Livgardet till häst. Edelstam blev vice häradshövding 1864. Under åren 1876–1879 var han adjungerad ledamot av Svea hovrätt. 
Edelstam var häradshövding i Nyköpings domsaga från 1878. Under 1881 var han tillförordnad revisionssekreterare och året därpå blev han kassakontrollant vid Mälareprovinsernas enskilda banks kommissionskontor i Nyköping. Edelstam blev på nytt adjungerad ledamot av Svea Hovrätt under 1884. Av riksdagens första kammare utsågs han till statsrevisor 1886.
Edelstam var ledamot av andra kammaren 1887–1893, invald i Nyköpings, Torshälla, Mariefreds, Trosa och Enköpings valkrets. Han representerade Andra kammarens frihandelsparti och Borgmästarepartiet. Under sin sista period i riksdagen fungerade Edelstam som kanslideputerad.

## Familj
Ernst Edelstam tillhörde ätten Edelstam. Han var tredje barnet till lagmannen Fabian Edelstam och Carolina von Post; modern tillhörde den adopterade, Rangelska ättegrenen.
Ernst Edelstam var gift med Axeline Odelberg (1849–1939), dotter till godsägaren Axel Odelberg och Vilhelmina Amalia Frisenheim. Deras son kammarherren Fabian Edelstam var far till ambassadörerna Axel och Harald Edelstam. Ernsts och Axelines dotter Edith var gift med greve Gustaf Lagerbjelke. Makarna Edelstam är begravda på Brännkyrka kyrkogård.

## Utmärkelser
- Riddare av Nordstjärneorden, 1888.